# グアテマラ革命
グアテマラ革命（グアテマラかくめい）とは、グアテマラにおいてホルヘ・ウビコの独裁政治を倒した後、1944年10月に発生した革命であり、発生した月から十月革命と呼ばれることもある。続く約10年間は「10年の春」(Diez años de primavera)と呼ばれ、労働者の権利が認められ、大土地所有制が解体された。しかしながらアメリカ合衆国の支援によって1954年に反政府クーデターが引きおこされて革命は失敗に終わった。

## 背景
19世紀末以来、グアテマラではコーヒーの輸出が政府の重要な収入源になっていった。政府はコーヒー生産を支援するために先住民のマヤ人から土地を取りあげる法を通過させ、労働法を改正してプランテーションが債務拘束労働を使うことができるようにした。アメリカ合衆国のユナイテッド・フルーツ・カンパニー(UFC)は広大な土地を獲得した外国企業のひとつであり、それは公有地と先住民の土地の両方を含んでいた。
1929年に世界恐慌によって失業者が増大し、労働者の社会不安が発生する中、革命を恐れた大土地所有者は1931年の大統領選挙でホルヘ・ウビコを支持した。大統領に就任したウビコは浮浪防止法(Ley contra la Vagancia)を定め、土地を持たない労働年齢の人間に最低100日間の重労働が課せられるようになった。政府はまた道路や鉄道の建設などのために先住民を無償で働かせることができるようにした。ウビコ大統領は賃金を非常に低く固定した。土地所有者が財産を守るために行うすべての行動に関して訴追を免除される法律を通過したが、この法を歴史学者は殺人の合法化と記述している。ウビコは警察権力を増強してラテンアメリカでもっとも効率的で残酷なものにした。第二次世界大戦中に彼はアメリカ合衆国がパナマ運河を守るための空軍基地をグアテマラ国内に設置することを許可した。前任者と同様にウビコもユナイテッド・フルーツ・カンパニーに大幅な特権を与え、港の建設とひきかえに20万ヘクタールの公有地の使用を認めたが、後に経済危機を理由として港の建設は免除した。
第二次世界大戦はグアテマラの社会不安を増大させ、ウビコ政権は抗議運動をより激しく鎮圧するようになった。1944年にエルサルバドルで反乱が発生してマクシミリアーノ・エルナンデス・マルティネス大統領を辞任させた。反乱はグアテマラに飛び火し、ウビコは6月に辞任した。
その後は3人の将軍による軍事評議会（フンタ）が政権を執り、フアン・フェデリコ・ポンセ・ヴァイデス将軍が臨時大統領に就任した。彼は選挙を行うことを約束したが、その一方で抗議運動を鎮圧し、出版の自由を停止し、正当な理由のない勾留は継続され、殺された革命家を記念する活動は禁止された。軍内部の革新派は評議会に幻滅し、クーデターを計画するようになった。

## 十月革命

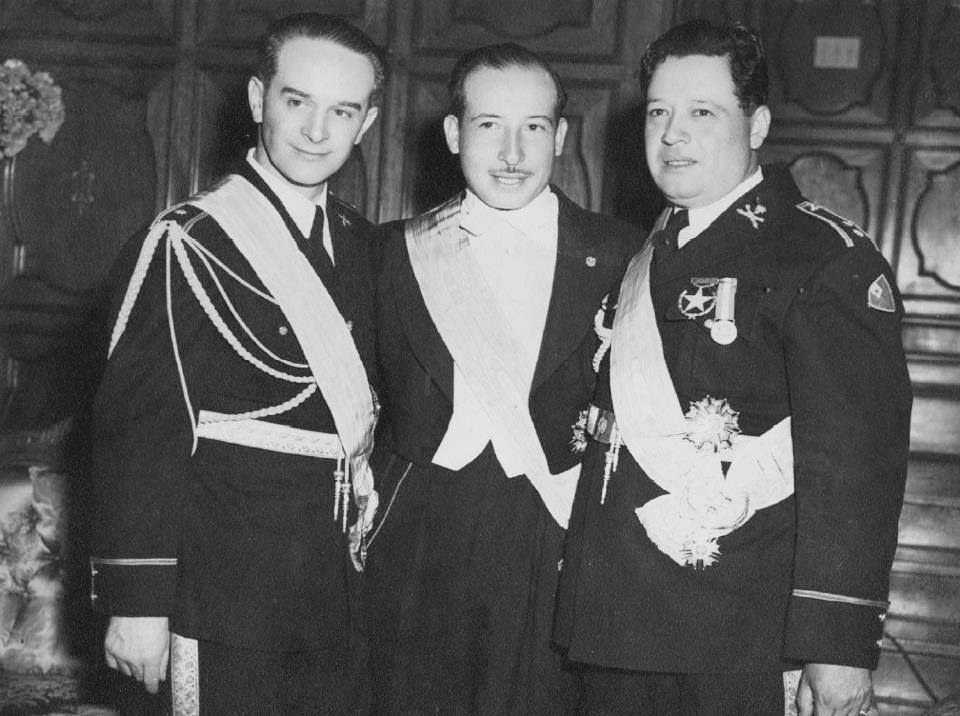
1944年の革命評議会。左からアルベンス、トリエージョ、アラナ

1944年10月1日、反体制派の主要紙である『El Imparcial』の編集者だったアレハンドロ・コルドバが暗殺された。これを契機として軍のクーデター派はクーデターを民衆蜂起へ変化させようとして反体制運動に接近した。
10月19日、フランシスコ・ハビエル・アラナとハコボ・アルベンスに率いられた少数の将校がクーデターを起こし、翌20日にポンセ・バイデスは無条件降伏した。軍事評議会はアラナ、アルベンス、および反政府運動家のホルヘ・トリエージョの3人からなる革命評議会に取ってかわられた。新評議会は大統領と議員の選挙、および制憲議会の開催を約束した。
学者はポンセ・バイデスの辞任と革命評議会の成立をもってグアテマラ革命の開始とする。しかし、革命評議会がすぐさま大土地所有者の利益を脅かすことはなかった。10月22日に先住民の小さな村であるパツィシア (Patzicía) で反乱が起きたが、評議会はすばやく暴力によって反乱を鎮圧し、女性や子供を含む民間人が殺された。

## アレバロ大統領

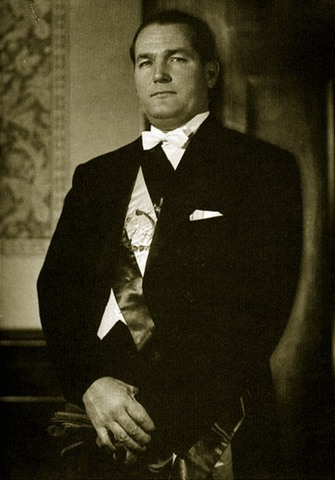
アレバロ大統領

1944年12月19日に行われた大統領選挙 (1944 Guatemalan presidential election) でフアン・ホセ・アレバロが大統領に選出された。この選挙は識字層の男性のみが選挙権を持っていたものの、自由で公正なものと考えられている。同様の歴史的状況にあった多くの場合と異なり、評議会の構成員は誰も立候補しなかった。主要な対立候補はアドリアン・レシーノスだったが、選挙ではアレバロが地すべり的大勝を収め、他のすべての候補の票の合計より4倍以上多くの票を集めた。
1945年3月15日にアレバロは大統領に就任した。当時の国内は社会問題が山積みになっていた。ウビコ時代に無償の労働が道路建設に使えるようにされていたにもかかわらず、国内交通はまったく不整備だった。国民の70%は文盲であり、栄養不足と不健康が広がっていた。土地所有者のうち2%が農地の3⁄4近くを所有し、その結果農耕地は国土の1%に満たなかった。先住民の労働者は土地を持たないか、または自給自足できないほど小さな土地しか持っていなかった。産業の3⁄4は農業であり、工業は基本的に存在しなかった。

### イデオロギー
アレバロは「精神的社会主義」(Socialismo Espiritual)を政治哲学として掲げた。彼はマルクス主義には強く反対し、その利益が全人口に波及するように制御された資本主義を指向した。大統領就任後まもなく制定された新憲法にもアレバロの哲学がよくあらわれている。この憲法は当時のラテンアメリカでもっとも進歩的なもので、文盲の女性を除くすべての人による普通選挙を義務化し、権力を分散し、複数政党制を提供したが、共産党は禁止された。後にアメリカ合衆国はグアテマラ革命の思想を急進的共産主義としたが、実際にはそれほど左寄りではなく、はっきり反共主義的だった。

### 労働運動
すでに1944年の抗議運動によってポンセ・バイデス大統領は浮浪防止法の強制を停止し、1945年の憲法によって同法は破棄された。1945年5月1日にアレバロは労働組合を賞賛した。新憲法によって出版の自由は保証され、グアテマラシティにおける過酷な労働環境に注目が集まった。労働組合には共産主義者によるものとそうでないものがあり、アレバロ大統領は共産主義者による労働組合を弾圧したが、主に教職員組合において共産主義運動は支配的だった。共産主義的でない労働組合に関してアレバロ大統領の態度は一貫せず、1945年に地方の500人未満の職場における労働組合を違法としたが、これはプランテーションのほとんどを含んでいた。人数が多いためにこの法をすりぬけた数少ない労働組合のひとつがUFCによるバナナ労働者の組合だった。1946年にこの労働組合がストライキを起こすと、怒ったアルバロは新しい法規の制定までの間すべてのストライキを違法とした。
1947年に新しい労働法規が議会を通過した。この法は多くの点で革命的であり、「年齢・人種・性別・国籍・宗教的信条・政治団体への帰属」によって給料の差別を設けることを禁止した。職場の健康と安全の標準を提供し、1日8時間労働と週に45時間労働を標準化したが、プランテーションのロビーの圧力を受けて議会はプランテーションをこの規定の例外とした。この法規はまたプランテーションの所有者に労働者の子供たちのための小学校を建設することを義務づけ、労働者の地位を権威づけるための一般的責務を示した。これらの多くは強制されなかったが、1948年に設立された行政機関によっていくつかの法規は体系的に強制された。この法は労働者の権利に大きな肯定的影響があり、平均賃金は3倍以上に上がった。

### 外交
アレバロ政権は外交に関しても民主主義を支援した。アレバロが最初に取った行動のひとつは、フランシスコ・フランコ独裁下のスペインと断交することだった。アメリカ大陸諸国間会議において、アレバロはラテンアメリカの共和国が独裁政権を承認したり支援しないように勧めた。アメリカ合衆国はニカラグアのソモサ体制などの独裁政権を支援したが、アレバロ政権はニカラグアおよびドミニカ共和国のラファエル・トルヒーヨ政府と外交関係を断った。他のラテンアメリカ諸国との共同行動に成果が出ないことに不満を持ったアレバロはカリブ軍団を支援した。このために独裁政権からアレバロは共産主義者と呼ばれることになった。
アレバロはまた中央アメリカ連盟の構想をもちかけたが、エルサルバドルのサルバドル・カスタネダ・カストロ大統領以外は拒絶した。グアテマラとエルサルバドルの2国は1945年に同盟を発表したものの、両国の国内問題によって実現は遅れ、1948年にカスタネダ・カストロ政権がオスカル・オソリオのクーデターによって倒されたためにこの案は流れた。

## 1949年のクーデター危機
十月革命の立役者のひとりであるフランシスコ・ハビエル・アラナは民間に政権を渡すことに反対し、まず1944年の選挙を延期しようと試み、その後は選挙を無効化しようとした。アレバロを大統領として認めるのとひきかえにアラナは防衛相の上に新設されたグアテマラ軍長官(Jefe de las Fuerzas Armadas de Guatemala)の地位を獲得した。この地位は任期が6年間で、軍の人事すべてを支配した。1945年12月、アレバロは自動車事故にまきこまれて重傷を負った。クーデターを恐れる革命行動党(PAR)はアラナと取引し、1950年の選挙で党がアラナを支持するかわりにクーデターを起こさないことに合意した。
アレバロの改革を脅威と見なす大土地所有者の支持をアラナは集めた。1948年の議会選挙でアラナは多くの対立候補を支援したが、すべて落選した。1949年には国家刷新党(PRN)と革命行動党のいずれもアラナと敵対し、人民解放戦線(FPL)の一部だけがアラナを支持した。一方左翼諸党は軍事将校のみがアラナに勝つことができると考えてアルベンスを支持した。
1949年7月16日、アラナはアルバロ大統領に最後通牒を送り、アルベンスの支持者を内閣と軍から追放することを要求し、要求がいれられなければクーデターを起こすと脅迫した。アルバロとアルベンスは会合を持ち、アラナの追放が必要であることで一致した。その2日後、アレバロ大統領とアラナが会合を持ったときにアルベンスの手勢によって銃撃が行われ、アラナ本人を含む3人が射殺された。軍のアラナ派は反乱を起こしたが、指導者を欠いた反乱は約150人の死者と200人の負傷者を出して失敗し、カルロス・カスティージョ・アルマスを含むアラナ派は亡命した。この事件の詳細は公開されなかった。

## アルベンス大統領
アルベンスは防衛相としてすでに次期大統領の主要な候補であったが、クーデター危機への対応によってさらにその威信が高まった。1950年に中道の国家統一党(PIN)がアルベンスを大統領候補として発表し、革命行動党を含む左翼政党や労働組合の賛同を得た。他の主要な候補には、革命を行きすぎと考える上流・中流階級の支持を得たホルヘ・ガルシア・グラナドスと、ウビコ政権下で将軍をつとめ、革命に強く反対するミゲル・イディゴラス・フエンテスがあった。選挙運動でアルベンスはアレバロの改革を継続・拡大することを約束した。1950年11月15日に選挙が行われ、アルベンスが60%を越える票を得た。1951年3月15日にアルベンスは大統領に就任した。

### 農地改革

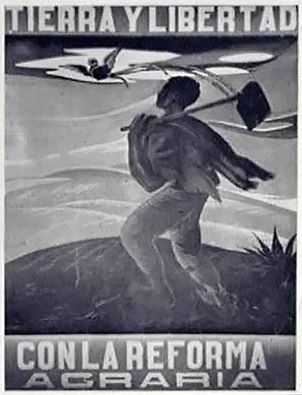
農地改革を宣伝するポスター

アルベンスが近代化の要としたのは農地改革法案 (es:Decreto 900) だった。アルベンスは共産党および非共産党の経済学者の助けを得て、法案を自ら起草した。法案は1952年6月17日に議会を通過し、即日発効した。改革の根幹は大土地所有者の所有する耕作されていない土地を貧困にあえぐ労働者に譲渡し、彼らが自分自身の農地として使うことができるようにするというものだった。
アメリカ合衆国からの要請によって1951年に世界銀行がグアテマラに対する借款を拒絶したため、深刻な資金不足が生じていた。農地改革法案は公共インフラ計画に必要な資金を捻出するためにも必要とされた。
土地を徴用された所有者はその土地の価格に等しい金額を政府によって補償された。土地の価格自身は1952年の税金申告にもとづいて決められた。35万人の私有地所有者のうち、この法案に影響されたものは1710人だけだった。法自身は穏健な資本主義の枠組みの中に収まるものだったが、急速に実行されたために、時に恣意的な土地の差し押さえや、土地所有者や小さな土地を所有する農民による暴力が発生することもあった。
1954年6月までに140万エーカー（57万ヘクタール）の土地が徴用・再配布され、人口の1⁄6にあたる50万人が土地を割り与えられた。1953年7月7日には国立農業銀行(Banco Nacional Agrario, BNA)が設立され、土地を得た人々のために小口の貸出を行い、1954年6月までに貸出額は900万ドル以上にのぼった。53,829人が平均225ドルを借り、これはグアテマラのひとり当たり収入の2倍にのぼる。返済率も高く、1953年3月から11月に貸した3,371,185ドルのうち、1954年6月までに3,049,092ドルが返済された。法はまた再配布した土地の中の道路の国有化を提供し、地方の交通を大幅に改良した。
農地改革法によってグアテマラの農業生産性はわずかに向上し、耕地が増大した。農業機械の購入も進んだ。全体として法は主に先住民から構成される農民家庭の生活水準を大幅に向上させた。歴史学者Piero Gleijesesによれば、比較的少なかった恣意的な土地の差し押さえにくらべ、この法によって正された不公正は遥かに大きかった。歴史学者Greg Grandinによれば、この法には多くの欠陥があり、特に農園主に対して丁重に過ぎ、農民間の社会分断を生んだが、にもかかわらず従来周縁化していた人々に有利になる基本的な権力の移動を代表している。

## ユナイテッド・フルーツとの対立
ユナイテッド・フルーツ・カンパニー(UFC)は長年ウビコ政権と関係を持ってきたため、1944年革命後のグアテマラの発展の障害物と見なされていた。UFCが有色人種を差別したために会社のイメージはさらに悪化した。UFCはグアテマラ最大の土地・雇用者を所有しており、アレバロ政権の改革の影響をもっとも強く受けた。中でも政府が通過した労働法規は賃金の上昇や雇用確保を求めるための労働者のスト権を認めていた。UFCは改革が自社を標的にしたものと見なし、新法規に反するにもかかわらずストライキに対して交渉することを拒絶した。1952年のアルベンス政権による農地改革法も同社には問題になった。UFCの所有する22万ヘクタールの土地のうち耕作されていたのは15%のみであり、それ以外の休閑地が農地改革法の対象とされた。
UFCはアメリカ合衆国政府に対してロビー活動を行い、議員の多くはグアテマラ政府がUFCの利益を保護しないことを非難した。これに対してグアテマラ政府は、UFCが国家発展のための主な障害であると答えた。アメリカの歴史学者たちは「グアテマラ人にとっては、巨大な利益を得ながら国家の福利にいかなる貢献もしない外国企業によって国家が無慈悲に搾取されていると考えられていた」と述べている。
1953年に20万エーカー（81,000ヘクタール）の未耕作地が政府に徴用され、1エーカーあたり2.99ドルが支払われたが、これはUFCが土地を買ったときの価格の2倍だった。その後土地はさらに徴用されて全体で40万エーカー（16万ヘクタール）に達した。政府はUFCが納税目的で評価した価格を補償として支払った。これに対してUFCはさらなるロビー活動を、とくにUFCと密接な関連をもつ国務長官ジョン・フォスター・ダレスに対して行った。UFCはPR専門家のエドワード・バーネイズを雇用し、UFCが何年もの間グアテマラ政府の被害者になっていると印象づけた。1952年にドワイト・D・アイゼンハワーが大統領に就任するとさらに調子を強め、タカ派の会社に依頼してグアテマラ政府に批判的な235ページの報告書を作成させた。歴史学者はこの報告書を「誇張、下劣な表現、奇妙な歴史理論」に満ちていると述べている。しかしながらこの報告書を送った議員たちには重要な影響を及ぼした。UFCはアメリカの議員や一般人にグアテマラ政府を倒す必要があると考えさせるために50万ドル以上を費した。

## CIAのクーデター
グアテマラ革命中、中央アメリカの他の諸国であるエルサルバドル、ホンジュラス、バティスタ政権下のキューバでは強い反共主義の政府が成立し、アレバロによるカリブ軍団への支援をさらに悪化させたアルベンス政権との間に緊張が高まっていた。UFCの問題に加えてこのこともアメリカ合衆国および新設された中央情報局(CIA)の関心事になっていた。歴史学者リチャード・イマーマンによると、冷戦の間、アメリカ合衆国とCIAは自分に反対する勢力をすべて共産主義者と規定する傾向があった。このため、アレバロが共産党を非合法としたにもかかわらず、アメリカ政府は革命政府に共産党が浸透しており、したがってアメリカにとって危険であると信ずる向きがあった。革命中にアメリカ政府内で配布された報告書やメモはこの確信を高めた。
トルーマン政権下では1944年にグアテマラ政府に対して武器を禁輸した。1951年にはグアテマラが他の国から武器を購入することも妨害した。1952年にトルーマンはアルベンス政権の転覆計画を密かに立てたが、国務長官ディーン・アチソンの説得によって中断された (Operation PBFortune) 。
1952年11月にドワイト・D・アイゼンハワーが大統領に就任すると一層反共的な傾向が強まり、また国務長官ジョン・フォスター・ダレスおよびその弟でCIA長官のアレン・ウェルシュ・ダレスはUFCと密接な利害関係を持っていた。このことがアイゼンハワーをアルベンス政権転覆に向かわせることになった。クーデターを起こす候補者としてCIAが選んだのはカルロス・カスティージョ・アルマスだった。
1954年、アルベンスはチェコスロバキアから武器を輸入した。これは東側諸国からアメリカ州にはじめて武器が輸入された例になった。このことはCIAが最終的にクーデターを決断する原因になった。
1954年6月18日、カスティージョ・アルマスの率いる480人の兵士を載せたトラック隊がホンジュラス国境からグアテマラへ侵入した。CIAは武器を供給したほか、ニカラグアとホンジュラスのキャンプで兵士を訓練した。カスティージョ・アルマス軍自体は規模が小さすぎて脅威とはならなかったが、CIAによるプロパガンダ放送ははるかに大きな影響をもたらした。CIAはグアテマラのパイロットに寝返りを求め、恐れたアルベンスは全空軍を地上待機させた。CIAはまた心理的効果を狙ってアメリカのパイロットを乗せた航空機でグアテマラの都市を爆撃させた。
グアテマラは国際連合に訴えたが、アメリカは安保理事会においてグアテマラの国内問題であるとして事件の調査に対して拒否権を発動した。6月25日にCIAの航空機は首都グアテマラシティを爆撃して政府の主要な石油備蓄基地を破壊した。恐れたアルベンスは軍に武器を農民・労働者に分配することを求めた。軍はこれを拒否し、アルベンスの辞職またはカスティージョ・アルマスとの協議を持つことを要求した。軍の協力を失ったアルベンスは6月27日に辞職した。アメリカ大使ジョン・ピューリフォイは7月7日にエルサルバドルでグアテマラ陸軍とカスティージョ・アルマスの間の会合を開き、これによってカスティージョ・アルマスは軍事評議会の一員とされ、数日後に臨時大統領に就任した。7月13日にアメリカ政府は新政権を承認した。10月はじめに選挙が行われたが、他の政党は参加を禁止され、唯一の候補であるカスティージョ・アルマスが99%の票を得て勝利した。エルサルバドルでの会議の結果として新しい憲法が起草され、革命によってもたらされた進歩的改革の大部分は元に戻された。

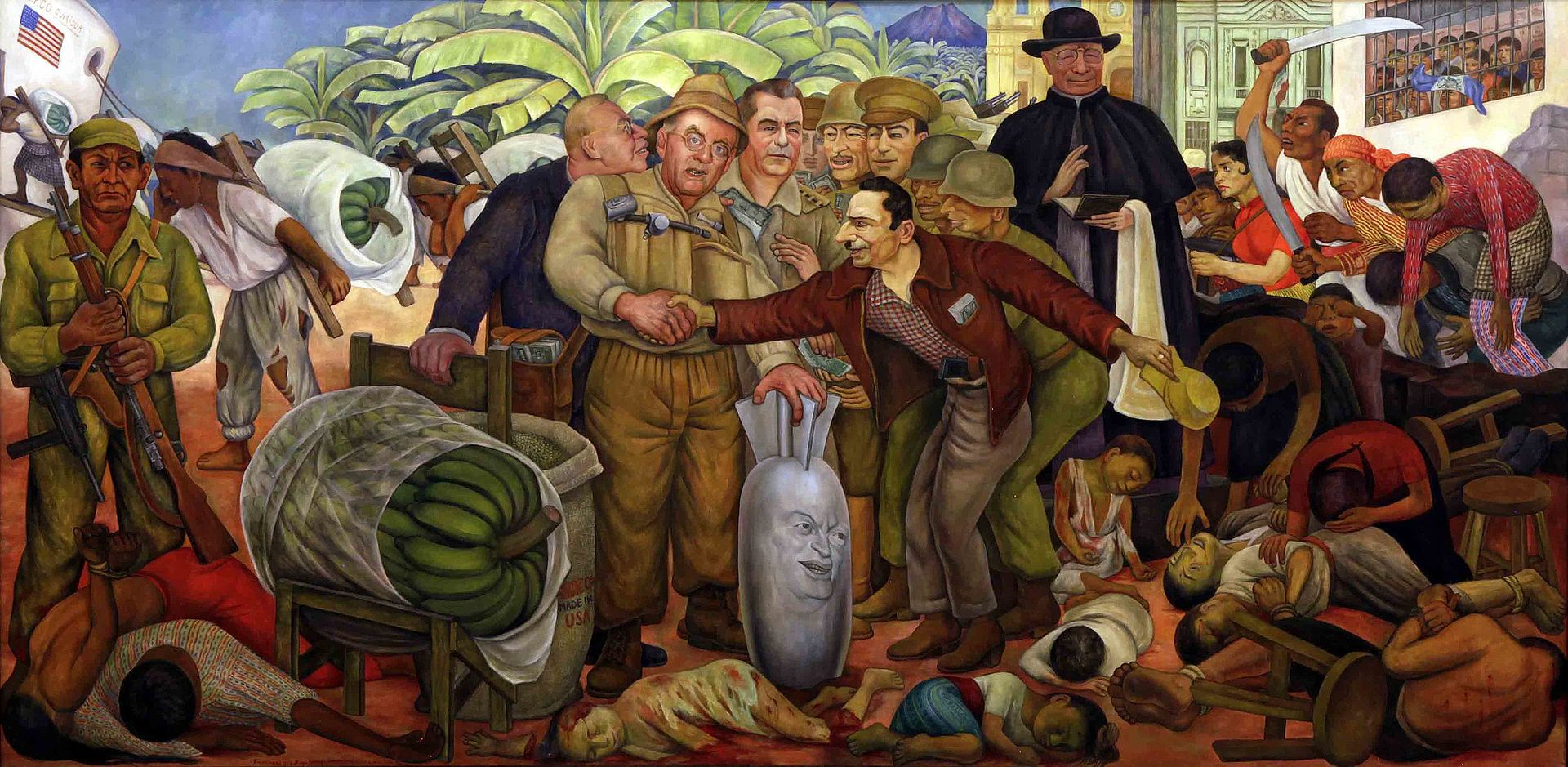
ディエゴ・リベラ「輝かしき勝利」
革命を打倒したアルマスと影で協力したジョン・フォスター・ダレスとおぼしき人物が中央に描かれ爆弾にはアイゼンハワーとおぼしき顔がある

## その後
クーデターによって軍事独裁政権が成立した後、地方で一連の左翼ゲリラが発生し、これがグアテマラ内戦を引きおこして1996年まで続いた。ゲリラ団体のうち最大のものは貧民ゲリラ軍 (es:Ejército Guerrillero de los Pobres) であり、最大27万人のメンバーを有していた。内戦で20万人の非戦闘員が殺害され、大量虐殺、強姦、空襲、強制失踪を含む大規模な人権侵害が発生した。歴史学者の推定によるとこれらの人権侵害の93%はアメリカ合衆国の支援する軍隊によるものであり、1980年代に起きた先住民のマヤ人に対するジェノサイド的な焦土作戦もこれに含まれる。